# كورمارك

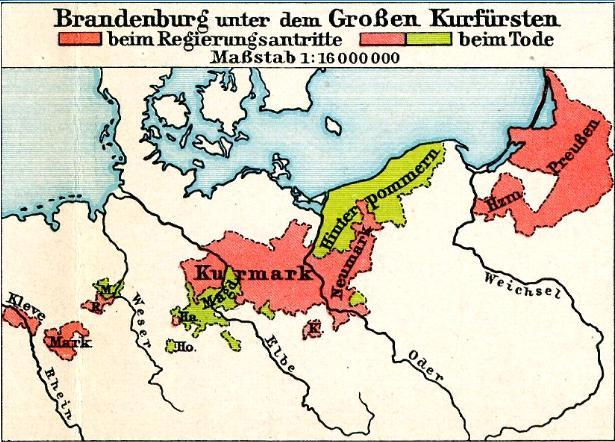
Kurmark داخل براندنبورغ-بروسيا، عند وفاة فريدريك ويليام في عام 1688

يشير المصطلح الألماني Kurmark ( Churmark العتيق، "المسيرة الانتخابية") إلى الدولة الإمبراطورية التي عقدها مرجوري براندنبورغ، الذين حصلوا على الكرامة الانتخابية ( كور ) من قبل المرسوم الذهبي لعام 1356. في العصور الحديثة المبكرة، أشار Kurmark proper إلى الجزء الغربي من margraviate لاستبعاد عمليات الاستحواذ اللاحقة. 

## التاريخ
يتوافق Kurmark مع Margraviate of Brandenburg الذي عقده مجلس Hohenzollern حتى عام 1535، عندما تم تقسيم الأراضي بعد وفاة الناخب يواكيم الأول نيستور، بين ابنه الأكبر يواكيم هيكتور، الذي ورث أيضًا الكرامة الانتخابية، وجون الأصغر لكوستن. حصل جون على إقليمي نيومارك وكوتبوس، اللذين تم تقسيمهما خارج الأراضي الانتخابية. 

## الرقابة العامة

### قائمة المشرفين العامين
- 1540-1550: جاكوب ستراتنر (* غير معروف - 1550 *)
- 1550-1566: يوهانس أجريكولا (* 1494-1566 *)
- 1566-1581: أندرياس موسكولس (* 1514-1581 *)
- 1581-1594: كريستوف كورنوس (أيضًا كورنر ، كورنر ، أو كورنر ؛ * 1519-1594 *)
- 1595-1633: كريستوف بيلارجوس (أيضًا ستورتش ؛ * 1565-1633 *)
- 1633-1829: الشغور، وكان من المفترض على وظيفة من قبل متظاهر تشكلت مؤخرا كنيسي (Märkisches Konsistorium)، التي تضم اللوثرية والبروتستانتية أعضاء (الكالفيني)
- 1829-1853: د. غوتليب نياندر (* 1775-1669 *) ، أحد المقربين من الملك فريدريك ويليام الثالث ، الذي منحه اللقب الفخري فقط للأسقف في عام 1830 ، في اتحاد شخصي لبروستوف برلين (1823-1865).
- 1853-1873: د. فيلهلم هوفمان
- 1879-1891: ثيودور يوهانس رودولف كوجل (* 1829-1896 *) ، وهو أيضًا واعظ في البلاط الملكي في برلين منذ عام 1863
- 1892 - 1903: د. إرنست هيرمان (فون) دراياندر (* 1843-1922 *)
- 1903-1921 ؟: ديفيد هنيج بول كولر (* 1848-1926 *)
- 1921-1924: كارل ثيودور جورج أكسنفيلد (* 1869-1924 *)
- 1925-1933: د. أوتو ديبيليوس ، وتجاهل الإجازة واستمرار العمل كمراقب عام حتى عام 1945.